# Reflections of China
Reflections of China is een attractie in Epcot in het Walt Disney World Resort in Florida, die werd geopend op 22 mei 2003. Het is een circle-vision 360°-film. De attractie is gethematiseerd naar China en is te vinden in het Chinese paviljoen in het park.
Reflections of China verving de soortgelijke attractie Wonders of China, die tot 2003 in het park te zien was. Wonders of China was tevens te zien in het Disneyland Park in Anaheim van 1984 tot 1996. De Buzz Lightyear's Astro Blasters zijn nu op de plek te vinden waar vroeger Wonders of China was te zien.

## Opzet
De film begint met een verteller die Li Bai voor moet stellen, een oud-Chinese dichter. De verteller neemt de bezoeker mee naar het Chinese platteland en historische gebouwen en bezienswaardigheden. Enkele bezienswaardigheden en plaatsen die in de film aan het licht komen zijn (in volgorde van verschijnen) de Chinese Muur, Nanjing Road en de Bund in Shanghai, Huang Shan, de Yangtze, Suzhou, het Hemelse meer, de nachtelijke markt van Ürümqi, de poorten van Jiayuguan, Binnen-Mongolië, Yunnan met het Stenen Woud in Shilin, het ijssculpturenfestival in Heilongjiang, Macau, Hongkong, het Terracottaleger in Xi'an, de Grote Boeddha van Leshan, Beijing met de Verboden Stad, het Plein van de Hemelse Vrede en Beihai Park en tot slot Guilin met haar Rietfluitgrot en kartsgebergte.